# Línea 60 (Buenos Aires)
La línea 60 es una línea de colectivos del Área Metropolitana de Buenos Aires. Une el barrio de Barracas con Rincón de Milberg y Puente Saavedra y Belgrano con Belén de Escobar, Ingeniero Maschwitz y Rincón de Milberg
Desde noviembre de 1980, administra además los recorridos de la extinta línea 38, los cuales en la actualidad se prestan bajo número y colores de la línea 60, siendo distinguibles del resto de la línea solo por el indicador de recorridos.

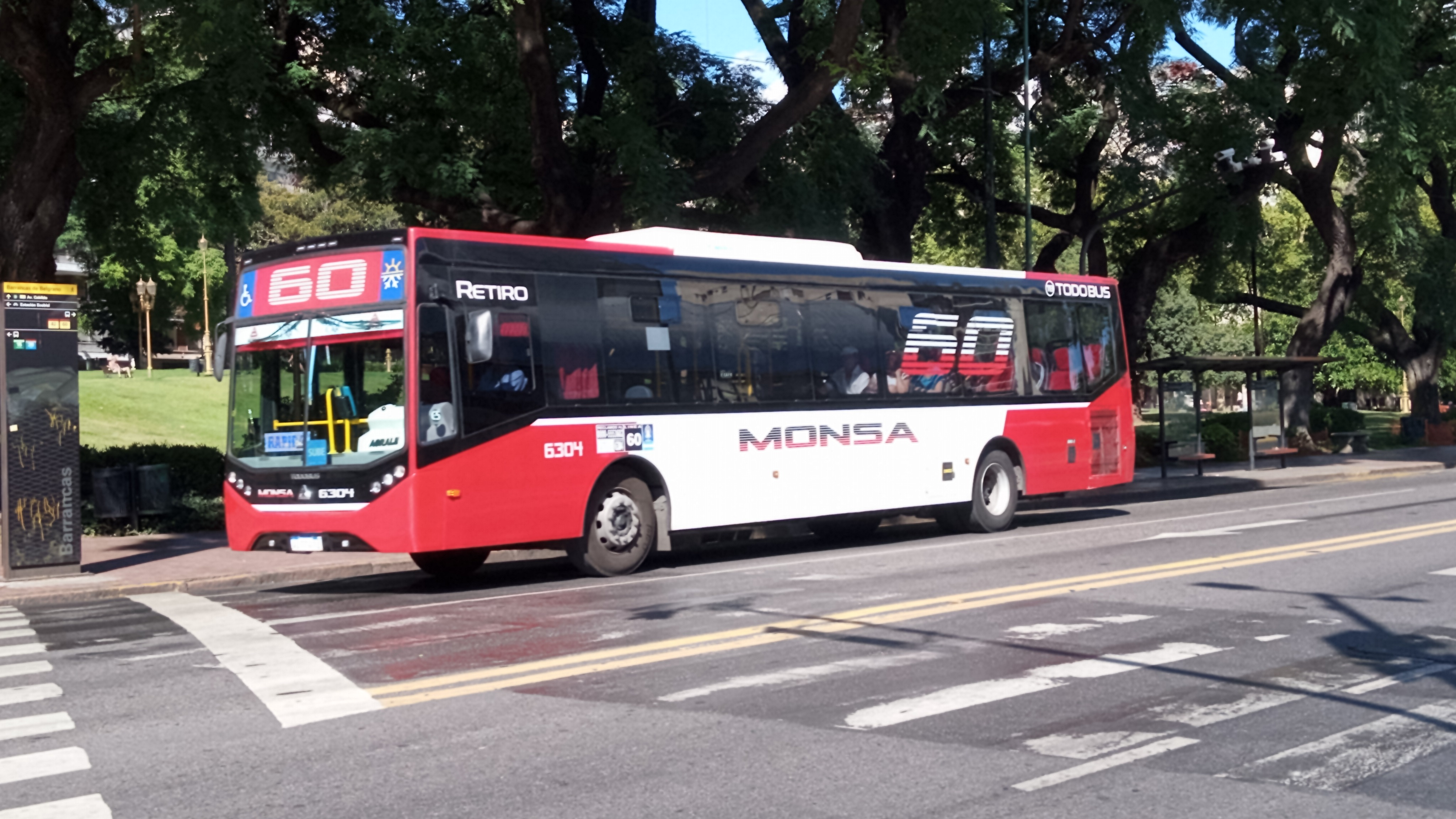
Unidad de Todo Bus circulando por Avenida Virrey Vértiz, en el barrio de Belgrano.

## Unidades
Unidades en Circulación: 312 (CNRT)
Colores:
Nuevo Corte: Rojo (Blanco en Diagonal), Blanco (Rojo para abajo).
Viejo Corte: Amarillo Crema, Negro y Rojo (por el techo).
Modelos Servicio Común:
- Agrale MT17.0LE, Carrozados por Todobus, piso bajo.
- Agrale MT15.0LE, Carrozados por Todobus, Metalpar y Nuovobus, piso bajo.

Modelos Servicio Diferencial:
- Agrale MT17.0LE, Carrozados por Todobus, piso bajo, aire acondicionado.

Carteleras:
- Servicio común: cartel con número de línea ploteado con fondo rojo arriba, LED con letras blancas y varios fondos de colores.
- Servicio diferencial: Igual a los comunes.

## Historia
La línea inició sus actividades en el año 1931, compuesta por tres socios: Da Cruz, Capalbo y Delgado Varela. Contaba con 82 vehículos y la innovación de prestar los servicios a frecuencia estable, durante las 24 horas, con personal de conducción uniformado. Inicialmente utilizaba el número 31.
En 1933 pasó a conformarse como una sociedad por componentes, al igual que muchas empresas de colectivos en esa época.
Los servicios se prestaron entre las cabeceras de Plaza Constitución y Canal San Fernando hasta el año 1934, cuando obtuvo una concesión de la Provincia de Buenos Aires, que fue ratificada en el año 1940. En virtud de ostentar dicha concesión los servicios de la Línea 60 no pudieron ser tomados por la Cooperación de Transportes de la Ciudad de Buenos Aires, que por entonces se habían apropiado de todas las líneas de colectivos con cabecera en Capital Federal.
Paulatinamente el parque móvil de la empresa fue creciendo, a medida que se producía la expansión de su zona de influencia, la de mayor desarrollo socioeconómico del Gran Buenos Aires, hoy ampliado como Área Metropolitana de Buenos Aires.
A su recorrido original se le sumaron sucesivas ampliaciones de recorridos, con incorporación de nuevas terminales, como ser Rincón de Milberg, General Pacheco, Escobar, Ingeniero Maschwitz, por diversas rutas. También fue parte de MONSA la Línea 38.
Una innovación original del ingenio empresario, buscando alternativas de mayor confort para la clientela de los servicios de la empresa, se produjo con la introducción del Servicio Diferencial, que obtuvo aceptación inmediata y un rotundo éxito.
La empresa MONSA estaba conformada originalmente en un sistema de socios componentes, mayormente inmigrantes españoles, quienes adquirían sus unidades y las ponían a servicio de la línea. En su pico, la empresa llegó a tener 200 socios componentes. Sin embargo, a mediados del 2000 este sistema comenzó a fallar al no poder los socios componentes legar a su familia el emprendimiento.
La empresa también fue afectada, al igual que otras, por la quiebra de la aseguradora Belgrano en 1996, que obligó a MONSA a enfrentar importantes juicios derivados de accidentes. Entre ellos, el arrollamiento de una unidad durante un levantamiento carapintada el 3 de diciembre de 1990, en el que murieron cinco personas. La quiebra de su aseguradora endeudó a MONSA en 500 millones de pesos de la época, por más de 200 juicios.
Esto se vio agravado por la crisis del 2001. En abril de 2007, la firma MONSA entró en concurso de acreedores.
En julio de 2010, luego de casi 79 años de historia, la empresa vendió la mayor parte accionaria a las empresas NUDO S.A. (conformada por Nuevos Rumbos y el Grupo DOTA), AZUL S.A.T.A. (dependiente de Rosario Bus), las cuales iniciaron un proceso de renovación de unidades que continúa hasta la fecha. Posteriormente, NUDO y Rosario Bus se retiraron de la sociedad, quedando la línea en manos de DOTA. Esta compra derivó en un importante conflicto sindical, que llevó a distintos paros e incluso trabajadores realizando huelgas de hambre.
En 2015, en medio de un importante conflicto entre la empresa y el sindicato, la línea 60 estuvo 42 días sin funcionar.

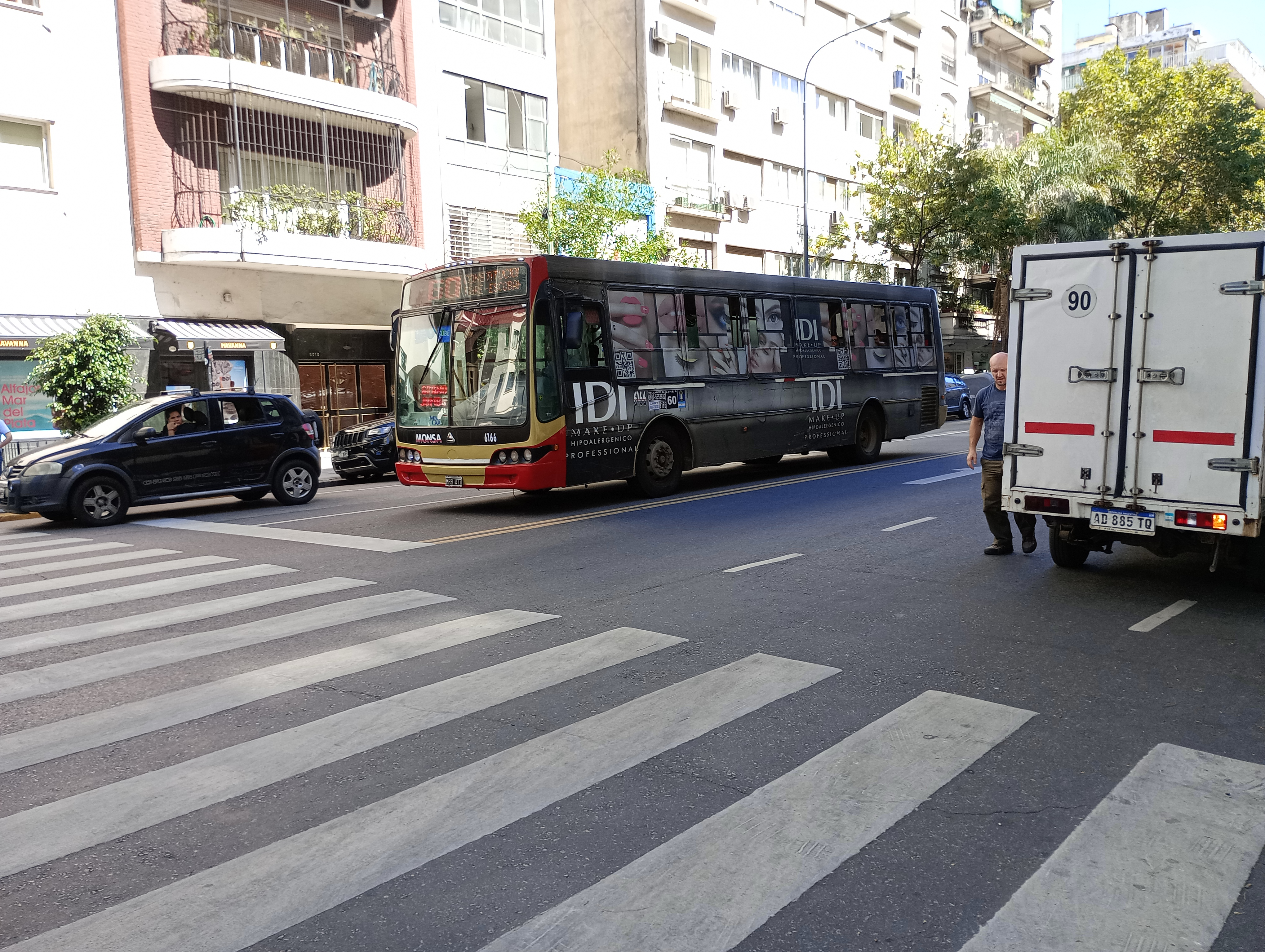
Ex interno 6166, Nuovobus BamBam Agrale MT15.

Sobre la base de Resolución de la Secretaría de Transporte N.º 459 del 30/12/98 y Anexos pertinentes de la CNRT en años próximos a la misma. No obstante, debido a la gran cantidad de ramales que opera, el acervo popular porteño afirma que "el 60 te deja bien en cualquier parte".
Ramales actuales

#### Barracas - Rincón de Milberg x Bajo
Ida a Rincón de Milberg Desde Pedro de Lujan y Santa María del Buen Ayre por Pedro de Lujan, Hipólito Vieytes, Avenida Osvaldo Cruz, Avenida Manuel Montes de Oca, Bernardo de Irigoyen, Avenida Juan de Garay, Lima Este, Avenida Brasil Norte, Lima Oeste, Constitución, Salta, Humberto 1º, Presidente Luis Sáenz Peña, Avenida de Mayo, Avenida Rivadavia, Avenida Callao, Tucumán, Ayacucho, Avenida General las Heras, Rotonda de Plaza Italia, Ingreso a carriles exclusivos Centro de Transbordo Pacífico, Salida de carriles exclusivos Centro de Transbordo Pacífico a la altura de la calle Godoy Cruz, Avenida Santa Fe, Avenida Luis María Campos, Virrey del Pino, Avenida Virrey Vértiz, Avenida Juramento, ingreso a carril del Metrobús Norte – Cabildo, Carril del Metrobús Norte - Cabildo, Cruce Avenida General Paz, Carril del Metrobús Norte - Maipú, salida del Metrobús Norte - Maipú a la altura de la calle Antonio Malaver, Avenida Maipú, Avenida Santa Fe, Avenida Centenario, Primera Junta, 25 de mayo, Almirante Brown, Avenida del Libertador General San Martín, Primera Junta, Avenida Libertador General San Martín, Almirante Brown (Ruta Provincial N.º 197), Avenida Daniel Cazón, Rotonda Estación Tigre, Avenida Libertador General San Martín, Liniers,Galarza,Yang Yang,Chubut,Callao,  Santa María de las Conchas (Ruta Provincial N.º 27) hasta Gobernador Doctor Marcelino Ugarte.
Regreso a Barracas: Desde Santa María de las Conchas (Ruta Provincial N.º 27) y Gobernador Doctor Marcelino Ugarte por Santa María de las Conchas (Ruta Provincial N.º 27), Callao, Chubut, Yang Yang,Galarza, Liniers, Avenida Libertador General San Martín, Rotonda Estación Tigre, Avenida Daniel Cazón, Rafael Obligado, Colon, Avenida Presidente Teniente General Juan Domingo Perón, Quintana, Avenida del Libertador General San Martín, Primera Junta, Avenida Centenario, Avenida Santa Fe, Avenida Maipú, ingreso a carril del Metrobús Norte - Maipú a la altura de la calle Antonio Malaver, Carril del Metrobús Norte - Maipú, Cruce Avenida General Paz, Carril del Metrobús Norte - Cabildo, salida del Metrobús Norte - Cabildo a la altura de Avenida Juramento, Avenida Juramento, Avenida Virrey Vértiz, Avenida Luis María Campos, Arturo Antonio Dresco, Avenida Santa Fe, Ingreso a carriles exclusivos Centro de Transbordo Pacífico, Salida de carriles exclusivos Centro de Transbordo Pacífico a la altura de la calle Thames, Avenida Santa Fe, Rotonda de Plaza Italia, Avenida General Las Heras, Junín, Juncal, Junín, Avenida Corrientes, Rodríguez Peña, Avenida Rivadavia, Solís, Hipólito Yrigoyen, Santiago del Estero, Avenida Brasil, General Hornos, Doctor Enrique Finochietto, Avenida Manuel Montes de Oca, Gral. Iriarte, Herrera, Avenida Osvaldo Cruz, Santa María del Buen Ayre hasta Pedro de Lujan.

#### Barracas - Rincón de Milberg x Alto R
Ida a Rincón de Milberg Desde Pedro de Lujan y Santa María del Buen Aire por Pedro de Lujan, Hipólito Vieytes, Avenida Osvaldo Cruz, Avenida Manuel Montes de Oca, Bernardo de Irigoyen, Avenida Juan de Garay, Lima Este, Avenida Brasil Norte, Lima Oeste, Constitución, Salta, Humberto 1º, Presidente Luis Sáenz Peña, Avenida de Mayo, Avenida Rivadavia, Avenida Callao, Tucumán, Ayacucho, Avenida General las Heras, Rotonda de Plaza Italia, Ingreso a carriles exclusivos Centro de Transbordo Pacífico sobre Avenida Santa Fe, Salida de carriles exclusivos Centro de Transbordo Pacífico a la altura de la calle Godoy Cruz, Avenida Santa Fe, Avenida Luis María Campos, Virrey del Pino, Avenida Virrey Vértiz, Avenida Juramento, ingreso a carril del Metrobús Norte – Cabildo, Carril del Metrobús Norte - Cabildo, Cruce Avenida General Paz, Carril del Metrobús Norte - Maipú, salida del Metrobús Norte - Maipú a la altura de la calle Antonio Malaver, Avenida Maipú, Avenida Santa Fe, Avenida Centenario, Avenida Presidente Teniente General Juan Domingo Perón, Quintana, Avenida Libertador General San Martín, Almirante Brown (Ruta Provincial N.º 197), Avenida Daniel Cazón, Rotonda Estación Tigre, Avenida Libertador General San Martín, Avenida Santiago de Liniers, Santa María de las Conchas (Ruta Provincial N.º 27) hasta Gobernador Doctor Marcelino Ugarte.
Regreso a Barracas: Desde Santa María de las Conchas (Ruta Provincial N.º 27) y Gobernador Doctor Marcelino Ugarte por Santa María de las Conchas (Ruta Provincial N.º 27), 25 de Mayo, José Manuel Estrada, Sargento Díaz, Liniers, Avenida Libertador General San Martín, Rotonda Estación Tigre, Avenida Daniel Cazón, Rafael Obligado, Colon, Avenida Presidente Teniente General Juan Domingo Perón, Avenida Centenario, Avenida Santa Fe, Avenida Maipú, ingreso a carril del Metrobús Norte - Maipú a la altura de la calle Antonio Malaver, Carril del Metrobús Norte - Maipú, Cruce Avenida General Paz, Carril del Metrobús Norte - Cabildo, salida del Metrobús Norte - Cabildo a la altura de Avenida Juramento, Avenida Juramento, Avenida Virrey Vértiz, Avenida Luis María Campos, Arturo Antonio Dresco, Avenida Santa Fe, Ingreso a carriles exclusivos Centro de Transbordo Pacífico, Salida de carriles exclusivos Centro de Transbordo Pacífico a la altura de la calle Thames, Avenida Santa Fe, Rotonda de Plaza Italia, Avenida General las Heras, Junín, Juncal, Junín, Avenida Corrientes, Rodríguez Peña, Avenida Rivadavia, Solís, Hipólito Yrigoyen, Santiago del Estero, Avenida Brasil, General Hornos, Doctor Enrique Finochietto, Avenida Manuel Montes de Oca, Gral. Iriarte, Herrera, Avenida Osvaldo Cruz, Santa María del Buen Aire hasta Pedro de Lujan.

#### Barrancas de Belgrano - Maschwitz x Panam R
Ida a Maschwitz: Desde Avenida Virrey Vértiz y Mariscal Antonio José de Sucre, Avenida Virrey Vértiz, Avenida Juramento, ingreso a carril del Metrobús Norte – Cabildo, Carril del Metrobús Norte - Cabildo, salida del Metrobús Norte - Cabildo a la altura de la calle Pico, Carril General del Metrobús Norte - Cabildo, Colectora Este Avenida General Paz, Grecia, Cruce Avenida General Paz, Juan Zufriategui, Avenida General Paz, Autopista Ingeniero Pascual Palazzo, Acceso Norte (Ramal Tigre), Liniers, 25 de Mayo, José Manuel Estrada, Sargento Díaz, Liniers, Santa María de las Conchas (Ruta Provincial N.º 27)  Agustín M. García (Ruta Provincial N.º 27), Avenida Benavídez (Ruta Provincial N.º 27), Avenida Juan Domingo Perón, Colectora Este Ruta Panamericana, Avenida Villanueva, Bomberos Argentinos hasta Mocoretá.
Regreso a Barrancas de Belgrano: Desde Bomberos Argentinos y Mocoretá por Bomberos Argentinos, Avenida Presidente Perón (Ruta Provincial N.º 9), Avenida Benavídez (Ruta Provincial N.º 27), Agustín M. García (Ruta Provincial N.º 27), Santa María de las Conchas (Ruta Provincial N.º 27), Liniers, Acceso Norte (Ramal Tigre), Autopista Ingeniero Pascual Palazzo, Avenida General Paz, descendiendo a Vedia a la altura del Dot Baires Shopping, Vedia, Conesa, Colectora Este Avenida General Paz, Carril General del Metrobús Norte - Cabildo, Avenida San Isidro Labrador, Vedia, ingreso a carril del Metrobús Norte – Cabildo, Carril del Metrobús Norte - Cabildo, salida del Metrobús Norte - Cabildo a la altura de Avenida Juramento, Avenida Juramento, Avenida Virrey Vértiz hasta Mariscal Antonio José de Sucre.

#### Barrancas de Belgrano - Maschwitz x Fleming
Ida a Maschwitz Desde Avenida Virrey Vértiz y Mariscal Antonio José de Sucre, Avenida Virrey Vértiz, Avenida Juramento, ingreso a carril del Metrobús Norte – Cabildo, Carril del Metrobús Norte - Cabildo, salida del Metrobús Norte - Cabildo a la altura de la calle Pico, Carril General del Metrobús Norte - Cabildo, Colectora Este Avenida General Paz, Grecia, Cruce Avenida General Paz, Juan Zufriategui, Avenida General Paz, Autopista Ingeniero Pascual Palazzo, Paraná, Avenida Sir Alexander Fleming, Avenida Andrés Rolón, Sobremonte, Avenida Nicolás Avellaneda, Belgrano, Quintana, General Lavalle, Avenida Colón (Ruta Provincial N.º 197), Pasaje Murcho, Almirante Brown (Ruta Provincial N.º 197), Avenida Daniel Cazón, Rotonda Estación Tigre, Avenida Libertador General San Martín, Avenida Santiago de Liniers, Santa María de las Conchas (Ruta Provincial N.º 27) Agustín M. García (Ruta Provincial N.º 27), Avenida Benavídez (Ruta Provincial N.º 27), Avenida Juan Domingo Perón, Colectora Este Ruta Panamericana, Avenida Villanueva, Bomberos Argentinos hasta Mocoretá.
Regreso a Barrancas de Belgrano: Desde Bomberos Argentinos y Mocoretá por Bomberos Argentinos, Avenida Presidente Perón (Ruta Provincial N.º 9), Avenida Benavídez (Ruta Provincial N.º 27), Agustín M. García (Ruta Provincial N.º 27), Santa María de las Conchas, 25 de Mayo, José Manuel Estrada, Sargento Díaz, Avenida Santiago de Liniers, Avenida Libertador General San Martín, Rotonda Estación Tigre, Avenida Daniel Cazón, Rafael Obligado, Tres de Febrero, Henry Dunant, General Lavalle, Avenida Nicolás Avellaneda, Mendoza, Almirante Cordero, Sobremonte, Avenida Andrés Rolón, Avenida Sir Alexander Fleming, Paraná, Autopista Ingeniero Pascual Palazzo, Avenida General Paz, descendiendo a Vedia a la altura del Dot Baires Shopping, Vedia, Conesa, Colectora Este Avenida General Paz, Carril General del Metrobús Norte - Cabildo, Avenida San Isidro labrador, Vedia, ingreso a carril del Metrobús Norte – Cabildo, Carril del Metrobús Norte - Cabildo, salida del Metrobús Norte - Cabildo a la altura de Avenida Juramento, Avenida Juramento, Avenida Virrey Vértiz hasta Mariscal Antonio José de Sucre.

#### Barrancas de Belgrano - Escobar x Panam 2
Ida Terminal de Ómnibus de Escobar: Desde Avenida Virrey Vértiz y Mariscal Antonio José de Sucre, Avenida Virrey Vértiz, Avenida Juramento, ingreso a carril del Metrobús Norte – Cabildo, Carril del Metrobús Norte - Cabildo, salida del Metrobús Norte - Cabildo a la altura de la calle Pico, Carril General del Metrobús Norte - Cabildo, Colectora Este Avenida General Paz, Grecia, Cruce Avenida General Paz, Juan Zufriategui, Avenida General Paz, Autopista Ingeniero Pascual Palazzo, Boulogne Sur Mer, Avenida Hipólito Yrigoyen (Ruta Provincial N.º 24), Avenida de los Constituyentes (Ex - Ruta Nacional N.º 9), Avenida Juan Domingo Perón, Colectora Este Ruta Panamericana, Don Bosco, Rivadavia hasta Estación Terminal de Ómnibus de Escobar.
Regreso a Barrancas de Belgrano: Desde Estación Terminal de Ómnibus de Escobar por Rivadavia, Estrada, Sarmiento, 25 de Mayo, Colectora Ruta Panamericana, Avenida Juan Domingo Perón, Avenida de los Constituyentes (Ex - Ruta Nacional N.º 9), Avenida Hipólito Yrigoyen (Ruta Provincial N.º 24), Boulogne Sur Mer, Autopista Ingeniero Pascual Palazzo, Avenida General Paz, descendiendo a Vedia a la altura del Dot Baires Shopping, Vedia, Conesa, Colectora Este Avenida General Paz, Carril General del Metrobús Norte - Cabildo, Avenida San Isidro labrador, Vedia, ingreso a carril del Metrobús Norte – Cabildo, Carril del Metrobús Norte - Cabildo, salida del Metrobús Norte - Cabildo a la altura de Avenida Juramento, Avenida Juramento, Avenida Virrey Vértiz hasta Mariscal Antonio José de Sucre

#### Barrancas de Belgrano - Escobar x Panam 3
Ida a Terminal de Ómnibus de Escobar: Desde Avenida Virrey Vértiz y Mariscal Antonio José de Sucre, Avenida Virrey Vértiz, Avenida Juramento, ingreso a carril del Metrobús Norte – Cabildo, Carril del Metrobús Norte - Cabildo, salida del Metrobús Norte - Cabildo a la altura de la calle Pico, Carril General del Metrobús Norte - Cabildo, Colectora Este Avenida General Paz, Grecia, Cruce Avenida General Paz, Juan Zufriategui, Avenida General Paz, Autopista Ingeniero Pascual Palazzo, Acceso Norte (Ramal Tigre), Avenida Crisólogo larralde, Avenida Presidente Perón (Ruta Provincial N.º 24), Avenida Hipólito Yrigoyen (Ruta Provincial N.º 24), Avenida de los Constituyentes (Ex - Ruta Nacional N.º 9), Avenida General Juan Domingo Perón, Colectora Este Ruta Panamericana, Santiago del Estero, Paso, Colectora Este Ruta Panamericana, Intendente Oscar Roque larghi, Avenida Güemes, Italia, Rivadavia hasta Estación Terminal de Ómnibus de Escobar.
Regreso a Barrancas de Belgrano: Desde Estación Terminal de Ómnibus de Escobar por Spadaccini, Alberdi, 20 de Junio, Intendente Oscar Roque larghi, Colectora Este Ruta Panamericana, Independencia, 25 de Mayo, Colectora Oeste Ruta Panamericana, Santiago del Estero, Avenida Presidente Perón (Ruta Provincial N.º 24), Avenida de los Constituyentes (Ex - Ruta Nacional N.º 9), Avenida Hipólito Yrigoyen (Ruta Provincial N.º 24), Avenida Presidente Perón (Ruta Provincial N.º 24), Avenida Crisólogo larralde, Acceso Norte (Ramal Tigre), Autopista Ingeniero Pascual Palazzo, Avenida General Paz, descendiendo a Vedia a la altura del Dot Baires Shopping, Vedia, Conesa, Colectora Este Avenida General Paz, Carril General del Metrobús Norte - Cabildo, Avenida San Isidro labrador, Vedia, ingreso a carril del Metrobús Norte – Cabildo, Carril del Metrobús Norte - Cabildo, salida del Metrobús Norte - Cabildo a la altura de Avenida Juramento, Avenida Juramento, Avenida Virrey Vértiz hasta Mariscal Antonio José de Sucre.

#### Barrancas de Belgrano - Escobar x R 27
Ida a Estación Terminal de Ómnibus de Escobar: Desde Avenida Virrey Vértiz y Mariscal Antonio José de Sucre, Avenida Virrey Vértiz, Avenida Juramento, ingreso a carril del Metrobús Norte – Cabildo, Carril del Metrobús Norte - Cabildo, Cruce Avenida General Paz, Carril del Metrobús Norte - Maipú, salida del Metrobús Norte - Maipú a la altura de la calle Antonio Malaver, Avenida Maipú, Avenida Santa Fe, Avenida Centenario, Avenida Presidente Teniente General Juan Domingo Perón, Quintana, Avenida Libertador General San Martín, Almirante Brown (Ruta Provincial N.º 197), Avenida Daniel Cazón, Rotonda Estación Tigre, Avenida Libertador General San Martín, Avenida Santiago de Liniers, Santa María de las Conchas (Ruta Provincial N.º 27), Agustín M. García (Ruta Provincial N.º 27), Avenida Benavídez (Ruta Provincial N.º 27), Avenida Juan Domingo Perón, Colectora Este Ruta Panamericana, Santiago del Estero, Paso, Colectora Este Ruta Panamericana, Intendente Oscar Roque larghi, Avenida Güemes, Italia, Rivadavia hasta Estación Terminal de Ómnibus de Escobar.
Regreso a Barrancas de Belgrano: Desde Estación Terminal de Ómnibus de Escobar por Spadaccini, Alberdi, 20 de Junio, Intendente Oscar Roque larghi, Colectora Este Ruta Panamericana, Independencia, 25 de Mayo, Colectora Oeste Ruta Panamericana, Santiago del Estero, Avenida Presidente Perón (Ruta Provincial N.º 24), Avenida de los Constituyentes (Ex - Ruta Nacional N.º 9), Avenida Hipólito Yrigoyen (Ruta Provincial N.º 24), Avenida Juan Domingo Perón (Ruta Provincial N.º 24), Avenida Benavídez (Ruta Provincial N.º 27), Agustín M. García (Ruta Provincial N.º 27), Santa María de las Conchas (Ruta Provincial N.º 27), 25 de Mayo, José Manuel Estrada, Sargento Díaz, Avenida Santiago de Liniers, Avenida Libertador General San Martín, Rotonda Estación Tigre, Avenida Daniel Cazón, Rafael Obligado, Avenida Colón (Ruta Provincial N.º 197), Avenida Presidente Teniente General Juan Domingo Perón, Avenida Centenario, Avenida Santa Fe, Avenida Maipú, ingreso a carril del Metrobús Norte - Maipú a la altura de la calle Antonio Malaver, Carril del Metrobús Norte - Maipú, Cruce Avenida General Paz, Carril del Metrobús Norte – Cabildo, salida del Metrobús Norte - Cabildo a la altura de Avenida Juramento, Avenida Juramento, Avenida Virrey Vértiz hasta Mariscal Antonio José de Sucre.

#### Rápido: Plaza Italia - Escobar
Ida a Estación Terminal de Ómnibus de Escobar: Desde Rotonda de Plaza Italia, Ingreso a carriles exclusivos Centro de Transbordo Pacífico, Salida de carriles exclusivos Centro de Transbordo Pacífico a la altura de la calle Godoy Cruz, Avenida Santa Fe, Avenida Luis María Campos, Virrey del Pino, Avenida Virrey Vértiz, Avenida Juramento, ingreso a carril del Metrobús Norte – Cabildo, Carril del Metrobús Norte - Cabildo, salida del Metrobús Norte - Cabildo a la altura de la calle Pico, Carril General del Metrobús Norte - Cabildo, Colectora Este Avenida General Paz, Grecia, Cruce Avenida General Paz, Juan Zufriategui, Avenida General Paz, Autopista Ingeniero Pascual Palazzo, Colectora Este Ruta Panamericana, Don Bosco, Rivadavia hasta Estación Terminal de Ómnibus de Escobar.
Regreso a Plaza Italia: Desde Estación Terminal de Ómnibus de Escobar por Rivadavia, Estrada, Sarmiento, 25 de Mayo, Colectora Ruta Panamericana, Autopista Ingeniero Pascual Palazzo, Avenida General Paz, descendiendo a Vedia a la altura del Dot Baires Shopping, Vedia, Conesa, Colectora Este Avenida General Paz, Carril General del Metrobús Norte - Cabildo, Avenida San Isidro labrador, Vedia, ingreso a carril del Metrobús Norte - Cabildo, salida del Metrobús Norte - Cabildo a la altura de Avenida Juramento, Avenida Juramento, Avenida Virrey Vértiz, Avenida Luis María Campos, Arturo Antonio Dresco, Avenida Santa Fe, Ingreso a carriles exclusivos Centro de Transbordo Pacífico, Salida de carriles exclusivos Centro de Transbordo Pacífico a la altura de la calle Thames, Avenida Santa Fe y Rotonda de Plaza Italia.

#### Paradas del Servicio RÁPIDO – Plaza Italia – Palermo – Terminal de Ómnibus de Escobar
Escobar – Ruta Provincial N.º 26 – Puente Maschwitz – Curvon Maschwitz – Puente Garín – Fábrica Ford Puerta 1, Puerta 2, Puerta 3 – Ruta 197 – Ruta 202 – Camino Real – Avenida Márquez – Fondo de la Legua – Paraná – Ugarte – San Martín – Puente Saavedra – Avenida Cabildo y García del Río - Avenida Cabildo y Avenida Congreso – Avenida Cabildo y Monroe – Avenida Cabildo y Juramento – Barrancas de Belgrano – Luis María Campos y Lacroze – Hospital Militar – Puente Pacífico – Plaza Italia.

#### Expreso: Plaza Italia - Escobar
Ida a Estación Terminal de Ómnibus de Escobar: Desde Rotonda de Plaza Italia, Ingreso a carriles exclusivos Centro de Transbordo Pacífico, Salida de carriles exclusivos Centro de Transbordo Pacífico a la altura de la calle Godoy Cruz, Avenida Santa Fe, Avenida Luis María Campos, Virrey del Pino, Avenida Virrey Vértiz, Avenida Juramento, ingreso a carril del Metrobús Norte – Cabildo, Carril del Metrobús Norte - Cabildo, salida del Metrobús Norte - Cabildo a la altura de la calle Pico, Carril General del Metrobús Norte - Cabildo, Colectora Este Avenida General Paz, Grecia, Cruce Avenida General Paz, Juan Zufriategui, Avenida General Paz, Autopista Ingeniero Pascual Palazzo, Colectora Este Ruta Panamericana, Don Bosco, Rivadavia hasta Estación Terminal de Ómnibus de Escobar.
Regreso a Plaza Italia: Desde Estación Terminal de Ómnibus de Escobar por Rivadavia, Estrada, Sarmiento, 25 de Mayo, Colectora Ruta Panamericana, Autopista Ingeniero Pascual Palazzo, Avenida General Paz, descendiendo a Vedia a la altura del Dot Baires Shopping, Vedia, Conesa, Colectora Este Avenida General Paz, Carril General del Metrobús Norte - Cabildo, Avenida San Isidro labrador, Vedia, ingreso a carril del Metrobús Norte - Cabildo, salida del Metrobús Norte - Cabildo a la altura de Avenida Juramento, Avenida Juramento, Avenida Virrey Vértiz, Avenida Luis María Campos, Arturo Antonio Dresco, Avenida Santa Fe, Ingreso a carriles exclusivos Centro de Transbordo Pacífico, Salida de carriles exclusivos Centro de Transbordo Pacífico a la altura de la calle Thames, Avenida Santa Fe y Rotonda de Plaza Italia.

#### Paradas del Servicio EXPRESO – Plaza Italia – Palermo – Terminal de Ómnibus de Escobar
Escobar – Ruta Provincial N.º 26 – Puente Maschwitz– Curvon Maschwitz– Puente Garín – Fábrica Ford Puerta 1, Puerta 2, Puerta 3 – Ruta 197 – Ruta 202 – Puente Saavedra – Avenida Cabildo y García del Río - Avenida Cabildo y Avenida Congreso – Avenida Cabildo y Monroe – Avenida Cabildo y Juramento – Barrancas de Belgrano – Luis María Campos y Lacroze – Hospital Militar – Puente Pacífico – Plaza Italia.

#### Directo: Plaza Italia - Escobar
Ida a Estación Terminal de Ómnibus de Escobar: Desde Rotonda de Plaza Italia, Ingreso a carriles exclusivos Centro de Transbordo Pacífico, Salida de carriles exclusivos Centro de Transbordo Pacífico a la altura de la calle Godoy Cruz, Avenida Santa Fe, Avenida Luis María Campos, Virrey del Pino, Avenida Virrey Vértiz, Avenida Juramento, ingreso a carril del Metrobús Norte – Cabildo, Carril del Metrobús Norte - Cabildo, salida del Metrobús Norte - Cabildo a la altura de la calle Pico, Carril General del Metrobús Norte - Cabildo, Colectora Este Avenida General Paz, Grecia, Cruce Avenida General Paz, Juan Zufriategui, Avenida General Paz, Autopista Ingeniero Pascual Palazzo, Colectora Este Ruta Panamericana, Don Bosco, Rivadavia hasta Estación Terminal de Ómnibus de Escobar.
Regreso a Plaza Italia: Desde Estación Terminal de Ómnibus de Escobar por Rivadavia, Estrada, Sarmiento, 25 de Mayo, Colectora Ruta Panamericana, Autopista Ingeniero Pascual Palazzo, Avenida General Paz, descendiendo a Vedia a la altura del Dot Baires Shopping, Vedia, Conesa, Colectora Este Avenida General Paz, Carril General del Metrobús Norte - Cabildo, Avenida San Isidro labrador, Vedia, ingreso a carril del Metrobús Norte - Cabildo, salida del Metrobús Norte - Cabildo a la altura de Avenida Juramento, Avenida Juramento, Avenida Virrey Vértiz, Avenida Luis María Campos, Arturo Antonio Dresco, Avenida Santa Fe, Ingreso a carriles exclusivos Centro de Transbordo Pacífico, Salida de carriles exclusivos Centro de Transbordo Pacífico a la altura de la calle Thames, Avenida Santa Fe y Rotonda de Plaza Italia.

#### Paradas del Servicio DIRECTO – Plaza Italia – Palermo – Terminal de Ómnibus de Escobar
Escobar – Ruta Provincial N.º 26 – Puente Maschwitz – Curvon Maschwitz – Puente Garín – Fábrica Ford Puerta 1, Puerta 2, Puerta 3 – Puente Saavedra – Avenida Cabildo y García del Río - Avenida Cabildo y Avenida Congreso – Avenida Cabildo y Monroe – Avenida Cabildo y Juramento – Barrancas de Belgrano – Luis María Campos y Lacroze – Hospital Militar – Puente Pacífico – Plaza Italia.

### FraccionamientoConstitución-Puente Saavedra
Los siguientes servicios se prestan en el horario comprendido entre las 7:00 y las 21:00.

#### X 38
Ida: Desde Avenida Suárez y General Hornos por Avenida Suárez, Avenida Manuel Montes de Oca, Bernardo de Irigoyen, Avenida Juan de Garay, Lima Este, Avenida Brasil Norte, Lima Oeste, Constitución, Salta, Libertad, Juncal, Paraná, Vicente López, Junín, Avenida General Las Heras, Calzada Circular de Plaza Italia, Avenida Santa Fe, Viaducto Carranza, Avenida Cabildo, Cruce Avenida General Paz, Avenida Maipú hasta la Estación de Transferencia de Transporte Público de Pasajeros de Corta y Media Distancia (Maipú 75).
Regreso: Desde la Estación de Transferencia de Transporte Público de Pasajeros de Corta y Media Distancia (Maipú 75) por Avenida Maipú, Cruce Avenida General Paz, Avenida Cabildo, Viaducto Carranza, Avenida Santa Fe, Calzada Circular de Plaza Italia, Avenida General Las Heras, Avenida Callao, Guido, Talcahuano, Santiago del Estero, Avenida Brasil, General Hornos, Doctor Enrique Finochietto, Herrera, Avenida Suárez hasta General Hornos.
La frecuencia es de 25 minutos.

#### X 60
Ida: Desde Avenida Suárez y General Hornos por Avenida Suárez, Avenida Manuel Montes de Oca, Bernardo de Irigoyen, Avenida Juan de Garay, Lima Este, Avenida Brasil Norte, Lima Oeste, Constitución, Salta, Humberto 1º, Presidente Luis Sáenz Peña, Avenida de Mayo, Avenida Rivadavia, Avenida Callao, Tucumán, Ayacucho, Avenida General Las Heras, Calzada Circular de Plaza Italia, Avenida Santa Fe, Avenida Luis María Campos, Virrey del Pino, Avenida Virrey Vértiz, Avenida Juramento, Avenida Cabildo, Cruce Avenida General Paz, Avenida Maipú hasta la Estación de Transferencia de Transporte Público de Pasajeros de Corta y Media Distancia (Maipú 75).
Regreso: Desde la Estación de Transferencia de Transporte Público de Pasajeros de Corta y Media Distancia (Maipú 75) por Avenida Maipú, Cruce Avenida General Paz, Avenida Cabildo, Avenida Juramento, Avenida Virrey Vértiz, Avenida Luis María Campos, Avenida Santa Fe, Calzada Circular de Plaza Italia, Avenida General Las Heras, Junín, Juncal, Junín, Avenida Corrientes, Rodríguez Peña, Avenida Rivadavia, Solís, Hipólito Yrigoyen, Santiago del Estero, Avenida Brasil, General Hornos, Doctor Enrique Finochietto, Herrera, Avenida Suárez hasta General Hornos.

### 60Constitución-Rincón de MilbergAlto "A" por avenida Maipú
Ida: Desde Avenida Suárez y General Hornos por Avenida Suárez, Avenida Manuel Montes de Oca, Bernardo de Irigoyen, Avenida Juan de Garay, Lima Este, Avenida Brasil Norte, Lima Oeste, Constitución, Salta, Humberto 1º, Presidente Luis Sáenz Peña, Avenida de Mayo, Avenida Rivadavia, Avenida Callao, Tucumán, Ayacucho, Avenida General Las Heras, Calzada Circular de Plaza Italia, Avenida Santa Fe, Avenida Luis María Campos, Virrey del Pino, Avenida Virrey Vértiz, Avenida Juramento, Avenida Cabildo, Cruce Avenida General Paz, Avenida Maipú, Avenida Santa Fe, Avenida Centenario, Avenida Presidente Teniente General Juan Domingo Perón, Quintana, Avenida Libertador General San Martín, Colón, Constitución, P. Murcho, Almirante Brown, Avenida Daniel Cazón, Rotonda Estación Tigre, Avenida Libertador General San Martín, Liniers, J. Galarza, Yagán Yagán, Chubut, Callao, Santa María de Las Conchas (Ruta Provincial N.º 27) hasta Gobernador Doctor Marcelino Ugarte.
Regreso: Desde Santa María de Las Conchas (Ruta Provincial N.º 27) y Gobernador Doctor Marcelino Ugarte por Santa María de Las Conchas (Ruta Provincial N.º 27), Callao, Chubut, Yagán Yagán, J. Galarza, Liniers, Avenida Libertador General San Martín, Rotonda Estación Tigre, Avenida Daniel Cazón, Tres de Febrero, Colón, Avenida Presidente Teniente General Juan Domingo Perón, Avenida Centenario, Avenida Santa Fe, Avenida Maipú, Cruce Avenida General Paz, Avenida Cabildo, Avenida Juramento, Avenida Virrey Vértiz, Avenida Luis María Campos, Avenida Santa Fe, Calzada Circular de Plaza Italia, Avenida General Las Heras, Junín, Juncal, Junín, Avenida Corrientes, Rodríguez Peña, Avenida Rivadavia, Solís, Hipólito Yrigoyen, Santiago del Estero, Avenida Brasil, General Hornos, Doctor Enrique Finochietto, Herrera, Avenida Suárez hasta General Hornos.

### 60Constitución-Rincón de MilbergX Alto San Isidro y Bajo Tigre
Ida: Desde Avenida Suárez y General Hornos por Avenida Suárez, Avenida Manuel Montes de Oca, Bernardo de Irigoyen, Avenida Juan de Garay, Lima Este, Avenida Brasil Norte, Lima Oeste, Constitución, Salta, Humberto 1º, Presidente Luis Sáenz Peña, Avenida de Mayo, Avenida Rivadavia, Avenida Callao, Tucumán, Ayacucho, Avenida General Las Heras, Calzada Circular de Plaza Italia, Avenida Santa Fe, Avenida Luis María Campos, Virrey del Pino, Avenida Virrey Vértiz, Avenida Juramento, Avenida Cabildo, Cruce Avenida General Paz, Avenida Maipú, Avenida Santa Fe, Avenida Centenario, Avenida Presidente Teniente General Juan Domingo Perón, Quintana, Avenida Libertador General San Martín, Colón, Constitución, P. Murcho, Almirante Brown, Avenida Daniel Cazón, Rotonda Estación Tigre, Avenida Libertador General San Martín, Liniers, Santa María de Las Conchas (Ruta Provincial N.º 27) hasta Gobernador Doctor Marcelino Ugarte.
Regreso: Desde Santa María de Las Conchas (Ruta Provincial N.º 27) y Gobernador Doctor Marcelino Ugarte por Santa María de Las Conchas (Ruta Provincial N.º 27), 25 de Mayo, José Manuel Estrada, Sargento Díaz, Liniers, Avenida Libertador General San Martín, Rotonda Estación Tigre, Avenida Daniel Cazón, Tres de Febrero, Colón, Avenida Presidente Teniente General Juan Domingo Perón, Avenida Centenario, Avenida Santa Fe, Avenida Maipú, Cruce Avenida General Paz, Avenida Cabildo, Avenida Juramento, Avenida Virrey Vértiz, Avenida Luis María Campos, Avenida Santa Fe, Calzada Circular de Plaza Italia, Avenida General Las Heras, Junín, Juncal, Junín, Avenida Corrientes, Rodríguez Peña, Avenida Rivadavia, Solís, Hipólito Yrigoyen, Santiago del Estero, Avenida Brasil, General Hornos, Doctor Enrique Finochietto, Herrera, Avenida Suárez hasta General Hornos.

### 60Constitución-Rincón de MilbergX Bajo San Isidro y Alto Tigre
Ida: Desde Avenida Suárez y General Hornos por Avenida Suárez, Avenida Manuel Montes de Oca, Bernardo de Irigoyen, Avenida Juan de Garay, Lima Este, Avenida Brasil Norte, Lima Oeste, Constitución, Salta, Humberto 1º, Presidente Luis Sáenz Peña, Avenida de Mayo, Avenida Rivadavia, Avenida Callao, Tucumán, Ayacucho, Avenida General Las Heras, Calzada Circular de Plaza Italia, Avenida Santa Fe, Avenida Luis María Campos, Virrey del Pino, Avenida Virrey Vértiz, Avenida Juramento, Avenida Cabildo, Cruce Avenida General Paz, Avenida Maipú, Avenida Santa Fe, Avenida Centenario, Primera Junta, 25 de Mayo, Almirante Brown, Avenida del Libertador General San Martín, Primera Junta, Avenida Libertador General San Martín, Henry Dunant, General Lavalle, Colón, Constitución, P. Murcho, Almirante Brown, Avenida Daniel Cazón, Rotonda Estación Tigre, Avenida Libertador General San Martín, Liniers, J. Galarza, Yagán Yagán, Chubut, Callao, Santa María de Las Conchas (Ruta Provincial N.º 27) hasta Gobernador Doctor Marcelino Ugarte.
Regreso: Desde Santa María de Las Conchas (Ruta Provincial N.º 27) y Gobernador Doctor Marcelino Ugarte por Santa María de Las Conchas (Ruta Provincial N.º 27), 25 de Mayo, José Manuel Estrada, Sargento Díaz, Liniers, Avenida Libertador General San Martín, Rotonda Estación Tigre, Avenida Daniel Cazón, Tres de Febrero, Quintana, Avenida del Libertador General San Martín, Primera Junta, Avenida Centenario, Avenida Santa Fe, Avenida Maipú, Cruce Avenida General Paz, Avenida Cabildo, Avenida Juramento, Avenida Virrey Vértiz, Avenida Luis María Campos, Avenida Santa Fe, Calzada Circular de Plaza Italia, Avenida General Las Heras, Junín, Juncal, Junín, Avenida Corrientes, Rodríguez Peña, Avenida Rivadavia, Solís, Hipólito Yrigoyen, Santiago del Estero, Avenida Brasil, General Hornos, Doctor Enrique Finochietto, Herrera, Avenida Suárez hasta General Hornos.

### 60Constitución-Rincón de MilbergX Ramal Tigre
Ida: Desde Avenida Suárez y General Hornos por Avenida Suárez, Avenida Manuel Montes de Oca, Bernardo de Irigoyen, Avenida Juan de Garay, Lima Este, Avenida Brasil Norte, Lima Oeste, Constitución, Salta, Humberto 1º, Presidente Luis Sáenz Peña, Avenida de Mayo, Avenida Rivadavia, Avenida Callao, Tucumán, Ayacucho, Avenida General Las Heras, Calzada Circular de Plaza Italia, Avenida Santa Fe, Avenida Luis María Campos, Virrey del Pino, Avenida Virrey Vértiz, Avenida Juramento, Avenida Cabildo, Lateral Este Avenida General Paz, Grecia, Cruce Avenida General Paz, Juan Zufriategui, Avenida General Paz, Autopista Ingeniero Pascual Palazzo, Acceso Norte (Ramal Tigre), Liniers, 25 de Mayo, José Manuel Estrada, Sargento Díaz, Liniers, Santa María de Las Conchas (Ruta Provincial N.º 27) hasta Gobernador Doctor Marcelino Ugarte.
Regreso: Desde Santa María de Las Conchas (Ruta Provincial N.º 27) y Gobernador Doctor Marcelino Ugarte por Santa María de Las Conchas (Ruta Provincial N.º 27), Liniers, Acceso Norte (Ramal Tigre), Autopista Ingeniero Pascual Palazzo, Avenida General Paz, Descendiendo A Vedia a la altura de La calle Superí, Vedia, Avenida Cabildo, Avenida Juramento, Avenida Virrey Vértiz, Avenida Luis María Campos, Avenida Santa Fe, Calzada Circular de Plaza Italia, Avenida General Las Heras, Junín, Juncal, Junín, Avenida Corrientes, Rodríguez Peña, Avenida Rivadavia, Solís, Hipólito Yrigoyen, Santiago del Estero, Avenida Brasil, General Hornos, Doctor Enrique Finochietto, Herrera, Avenida Suárez hasta General Hornos.

### 60Constitución-Ingeniero MaschwitzX Ruta Nacional 9 - X Tigre
Ida: Desde Avenida Suárez y General Hornos por Avenida Suárez, Avenida Manuel Montes de Oca, Bernardo de Irigoyen, Avenida Juan de Garay, Lima Este, Avenida Brasil Norte, Lima Oeste, Constitución, Salta, Humberto 1º, Presidente Luis Sáenz Peña, Avenida de Mayo, Avenida Rivadavia, Avenida Callao, Tucumán, Ayacucho, Avenida General Las Heras, Calzada Circular de Plaza Italia, Avenida Santa Fe, Avenida Luis María Campos, Virrey del Pino, Avenida Virrey Vértiz, Avenida Juramento, Avenida Cabildo, Lateral Este Avenida General Paz, Grecia, Cruce Avenida General Paz, Juan Zufriategui, Avenida General Paz, Autopista Ingeniero Pascual Palazzo, Acceso Norte (Ramal Tigre), Avenida Crisólogo Larralde, Avenida Presidente Perón (Ruta Provincial N.º 24), Avenida Hipólito Yrigoyen (Ruta Provincial N.º 24), Avenida de los Constituyentes (Ex - Ruta Nacional N.º 9), Colectora Ruta Panamericana, Avenida Villanueva, Bomberos Argentinos hasta Mocoretá.
Regreso: Desde Bomberos Argentinos y Mocoretá por Bomberos Argentinos, Avenida de los Constituyentes (Ex - Ruta Nacional N.º 9), Avenida Hipólito Yrigoyen (Ruta Provincial N.º 24), Avenida Presidente Perón (Ruta Provincial N.º 24), Avenida Crisólogo Larralde, Acceso Norte (Ramal Tigre), Autopista Ingeniero Pascual Palazzo, Avenida General Paz, Descendiendo A Vedia a la altura de La calle Superí, Vedia, Avenida Cabildo, Avenida Juramento, Avenida Virrey Vértiz, Avenida Luis María Campos, Avenida Santa Fe, Calzada Circular de Plaza Italia, Avenida General Las Heras, Junín, Juncal, Junín, Avenida Corrientes, Rodríguez Peña, Avenida Rivadavia, Solís, Hipólito Yrigoyen, Santiago del Estero, Avenida Brasil, General Hornos, Doctor Enrique Finochietto, Herrera, Avenida Suárez hasta General Hornos.
- Franccionamientos desde Avenida Cabildo y Avenida Congreso hasta Ingeniero Maschwitz.

### 60Constitución-Rincón de MilbergX Ramal Tigre y Alto Tigre
Ida: Desde Avenida Suárez y General Hornos por Avenida Suárez, Avenida Manuel Montes de Oca, Bernardo de Irigoyen, Avenida Juan de Garay, Lima Este, Avenida Brasil Norte, Lima Oeste, Constitución, Salta, Humberto 1º, Presidente Luis Sáenz Peña, Avenida de Mayo, Avenida Rivadavia, Avenida Callao, Tucumán, Ayacucho, Avenida General Las Heras, Calzada Circular de Plaza Italia, Avenida Santa Fe, Avenida Luis María Campos, Virrey del Pino, Avenida Virrey Vértiz, Avenida Juramento, Avenida Cabildo, Lateral Este Avenida General Paz, Grecia, Cruce Avenida General Paz, Juan Zufriategui, Avenida General Paz, Autopista Ingeniero Pascual Palazzo, Acceso Norte (Ramal Tigre), Luis García, 25 de Mayo, Lavalle, Avenida Libertador General San Martín, Liniers, J. Galarza, Yagán Yagán, Chubut, Callao, Santa María de Las Conchas (Ruta Provincial N.º 27) hasta Gobernador Doctor Marcelino Ugarte.
Regreso: Desde Santa María de Las Conchas (Ruta Provincial N.º 27) y Gobernador Doctor Marcelino Ugarte por Santa María de Las Conchas (Ruta Provincial N.º 27), Callao, Chubut, Yagán Yagán, J. Galarza, Liniers, Avenida Libertador General San Martín, Estrada, General Campos, Ayacucho, 25 de Mayo, Doctor Luis García, Acceso Norte (Ramal Tigre), Autopista Ingeniero Pascual Palazzo, Avenida General Paz, Descendiendo A Vedia a la altura de la calle Superí, Vedia, Avenida Cabildo, Avenida Juramento, Avenida Virrey Vértiz, Avenida Luis María Campos, Avenida Santa Fe, Calzada Circular de Plaza Italia, Avenida General Las Heras, Junín, Juncal, Junín, Avenida Corrientes, Rodríguez Peña, Avenida Rivadavia, Solís, Hipólito Yrigoyen, Santiago del Estero, Avenida Brasil, General Hornos, Doctor Enrique Finochietto, Herrera, Avenida Suárez hasta General Hornos.
Provisoriamente hasta Tanto La Intendencia Municipal de Tigre Realice Las Obras de Infraestructura E Instalación de Semáforos de Giros Pertinentes, Los Servicios del Recorrido L Se Prestarán por El Siguiente Itinerario:
Ida: Su Ruta, Acceso Norte (Ramal Tigre), Crisólogo Larralde, Avenida Cazón, Avenida Libertador General San Martín, Liniers, Su Ruta.
Regreso: Su Ruta, Liniers, Avenida Libertador General San Martín, Avenida Cazón, Crisólogo Larralde, Acceso Norte (Ramal Tigre), Su Ruta.
- Fraccionamientos desde Puente Saavedra hasta Rincón de Milberg.

### 60Constitución-Rincón de MilbergX Fleming y Bajo Tigre
Ida: Desde Avenida Suárez y General Hornos por Avenida Suárez, Avenida Manuel Montes de Oca, Bernardo de Irigoyen, Avenida Juan de Garay, Lima Este, Avenida Brasil Norte, Lima Oeste, Constitución, Salta, Humberto 1º, Presidente Luis Sáenz Peña, Avenida de Mayo, Avenida Rivadavia, Avenida Callao, Tucumán, Ayacucho, Avenida General Las Heras, Calzada Circular de Plaza Italia, Avenida Santa Fe, Avenida Luis María Campos, Virrey del Pino, Avenida Virrey Vértiz, Avenida Juramento, Avenida Cabildo, Lateral Este Avenida General Paz, Grecia, Cruce Avenida General Paz, Juan Zufriategui, Avenida General Paz, Autopista Ingeniero Pascual Palazzo, Paraná, Avenida Sir Alexander Fleming, Avenida Andrés Rolón, Sobremonte, Avenida Nicolás Avellaneda, Comandante García Mansilla, Quintana, General Lavalle, Colón, Constitución, P. Murcho, Almirante Brown, Avenida Daniel Cazón, Rotonda Estación Tigre, Avenida Libertador General San Martín, Liniers, Santa María de Las Conchas (Ruta Provincial N.º 27) hasta Gobernador Doctor Marcelino Ugarte.
Regreso: Desde Santa María de Las Conchas (Ruta Provincial N.º 27) y Gobernador Doctor Marcelino Ugarte por Santa María de Las Conchas (Ruta Provincial N.º 27), 25 de Mayo, José Manuel Estrada, Sargento Díaz, Liniers, Avenida Libertador General San Martín, Rotonda Estación Tigre, Avenida Daniel Cazón, Tres de Febrero, Henry Dunant, General Lavalle, Avenida Nicolás Avellaneda, Mendoza, Almirante Cordero, Sobremonte, Avenida Andrés Rolón, Avenida Sir Alexander Fleming, Paraná, Autopista Ingeniero Pascual Palazzo, Avenida General Paz, Descendiendo A Vedia A La Altura de La calle Superí, Vedia, Avenida Cabildo, Avenida Juramento, Avenida Virrey Vértiz, Avenida Luis María Campos, Avenida Santa Fe, Calzada Circular de Plaza Italia, Avenida General Las Heras, Junín, Juncal, Junín, Avenida Corrientes, Rodríguez Peña, Avenida Rivadavia, Solís, Hipólito Yrigoyen, Santiago del Estero, Avenida Brasil, General Hornos, Doctor Enrique Finochietto, Herrera, Avenida Suárez hasta General Hornos.
- Franccionamientos desde Avenida Cabildo y Avenida Congreso hasta Rincón de Milberg.

### 60 Cabildo y Congreso -EscobarX Ruta Nacional 9 - X Tigre
Ida: Desde Avenida Cabilo y Avenida Congreso, por Avenida Cabildo, Cruce Avenida General Paz, Avenida Maipú, Avenida Santa Fe, Avenida Centenario, Avenida Presidente Teniente General Juan Domingo Perón, Quintana, Avenida Libertador General San Martín, Colón, Constitución, P. Murcho, Almirante Brown, Avenida Juan Bautista Justo, Acceso Norte (Ramal Tigre), Avenida Crisólogo Larralde, Avenida Presidente Perón (Ruta Provincial N.º 24), Avenida Hipólito Yrigoyen (Ruta Provincial N.º 24), Avenida de los Constituyentes (Ex - Ruta Nacional N.º 9), Colectora Ruta Panamericana, Intendente Oscar Roque Larghi, Avenida Güemes, Italia, Rivadavia hasta Estación Terminal de Ómnibus de Escobar.
Regreso: Desde Estación Terminal de Ómnibus de Escobar por Spadaccini, Alberdi, 20 de Junio, Intendente Oscar Roque Larghi, Colectora Ruta Panamericana, Avenida de los Constituyentes (Ex - Ruta Nacional N.º 9), Avenida Hipólito Yrigoyen (Ruta Provincial N.º 24), Avenida Presidente Perón (Ruta Provincial N.º 24), Avenida Juan Bautista Justo, Almirante Brown, Tres de Febrero, Colón, Avenida Presidente Teniente General Juan Domingo Perón, Avenida Centenario, Avenida Santa Fe, Avenida Maipú, Cruce Avenida General Paz, Avenida Cabildo, hasta Avenida Congreso.

### [1] - Panam -Constitución-EscobarX R 197 R 202 - X Panam - Ford Escobar
Ida: Desde Avenida Suárez y General Hornos por Avenida Suárez, Avenida Manuel Montes de Oca, Bernardo de Irigoyen, Avenida Juan de Garay, Lima Este, Avenida Brasil Norte, Lima Oeste, Constitución, Salta, Humberto 1º, Presidente Luis Sáenz Peña, Avenida de Mayo, Avenida Rivadavia, Avenida Callao, Tucumán, Ayacucho, Avenida General Las Heras, Calzada Circular de Plaza Italia, Avenida Santa Fe, Avenida Luis María Campos, Virrey del Pino, Avenida Virrey Vértiz, Avenida Juramento, Avenida Cabildo, Lateral Este Avenida General Paz, Grecia, Cruce Avenida General Paz, Juan Zufriategui, Avenida General Paz, Autopista Ingeniero Pascual Palazzo, Colectora Ruta Panamericana, Colectora Ruta Panamericana, 25 de Mayo, Sarmiento, H. Travi, Rivadavia, hasta Estación Terminal de Ómnibus de Escobar.
Regreso: Desde Estación Terminal de Ómnibus de Escobar por Rivadavia, Estrada, Sarmiento, 25 de Mayo, Colectora Ruta Panamericana, Autopista Ingeniero Pascual Palazzo, Avenida General Paz, Descendiendo A Vedia A La Altura de La calle Superí, Vedia, Avenida Cabildo, Avenida Juramento, Avenida Virrey Vértiz, Avenida Luis María Campos, Avenida Santa Fe, Calzada Circular de Plaza Italia, Avenida General Las Heras, Junín, Juncal, Junín, Avenida Corrientes, Rodríguez Peña, Avenida Rivadavia, Solís, Hipólito Yrigoyen, Santiago del Estero, Avenida Brasil, General Hornos, Doctor Enrique Finochietto, Herrera, Avenida Suárez hasta General Hornos

### [2] - Panam -Constitución-EscobarR202 Pacheco X Panamericana
Ida: Desde Avenida Suárez y General Hornos por Avenida Suárez, Avenida Manuel Montes de Oca, Bernardo de Irigoyen, Avenida Juan de Garay, Lima Este, Avenida Brasil Norte, Lima Oeste, Constitución, Salta, Humberto 1.º, Presidente Luis Sáenz Peña, Avenida de Mayo, Avenida Rivadavia, Avenida Callao, Tucumán, Ayacucho, Avenida General Las Heras, Calzada Circular de Plaza Italia, Avenida Santa Fe, Avenida Luis María Campos, Virrey del Pino, Avenida Virrey Vértiz, Avenida Juramento, Avenida Cabildo, Lateral Este Avenida General Paz, Grecia, Cruce Avenida General Paz, Juan Zufriategui, Avenida General Paz, Autopista Ingeniero Pascual Palazzo, Boulogne Sur Mer, Avenida Hipólito Yrigoyen (Ruta Provincial N.º 24), Avenida de los Constituyentes (Ex - Ruta Nacional N.º 9), Colectora Ruta Panamericana, 25 de Mayo, Sarmiento, H. Travi, Rivadavia, hasta Estación Terminal de Ómnibus de Escobar.
Regreso: Desde Estación Terminal de Ómnibus de Escobar por Rivadavia, Estrada, Sarmiento, 25 de Mayo, Colectora Ruta Panamericana, Avenida de los Constituyentes (Ex - Ruta Nacional N.º 9), Avenida Hipólito Yrigoyen (Ruta Provincial N.º 24), Boulogne Sur Mer, Autopista Ingeniero Pascual Palazzo, Avenida General Paz, Descendiendo A Vedia A La Altura de La calle Superí, Vedia, Avenida Cabildo, Avenida Juramento, Avenida Virrey Vértiz, Avenida Luis María Campos, Avenida Santa Fe, Calzada Circular de Plaza Italia, Avenida General Las Heras, Junín, Juncal, Junín, Avenida Corrientes, Rodríguez Peña, Avenida Rivadavia, Solís, Hipólito Yrigoyen, Santiago del Estero, Avenida Brasil, General Hornos, Doctor Enrique Finochietto, Herrera, Avenida Suárez hasta General Hornos.
- Franccionamientos desde Avenida Cabildo y Avenida Congreso hasta Escobar.

### Cabildo y Congreso -EscobarX Ruta Provincial 27
Ida: Desde Avenida Cabilo y Avenida Congreso, por Avenida Cabildo, Cruce Avenida General Paz, Avenida Maipú, Avenida Santa Fe, Avenida Centenario, Avenida Presidente Teniente General Juan Domingo Perón, Quintana, Avenida Libertador General San Martín, Colón, Constitución, P. Murcho, Almirante Brown, Avenida Daniel Cazón, Rotonda Estación Tigre, Avenida Libertador General San Martín, Liniers, Santa María de Las Conchas (Ruta Provincial N.º 27), Agustín M. García (Ruta Provincial N.º 27), Avenida Benavídez (Ruta Provincial N.º 27), Avenida de los Constituyentes (Ex - Ruta Nacional N.º 9), Colectora Ruta Panamericana, Intendente Oscar Roque Larghi, Avenida Güemes, Italia, Rivadavia hasta Estación Terminal de Ómnibus de Escobar.
Regreso: Desde Estación Terminal de Ómnibus de Escobar por Spadaccini, Alberdi, 20 de Junio, Intendente Oscar Roque Larghi, Colectora Ruta Panamericana, Avenida de los Constituyentes (Ex - Ruta Nacional N.º 9), Avenida Benavídez (Ruta Provincial N.º 27), Agustín M. García (Ruta Provincial N.º 27), Santa María de Las Conchas (Ruta Provincial N.º 27), 25 de Mayo, José Manuel Estrada, Sargento Díaz, Liniers, Avenida Libertador General San Martín, Rotonda Estación Tigre, Avenida Daniel Cazón, Tres de Febrero, Colón, Avenida Presidente Teniente General Juan Domingo Perón, Avenida Centenario, Avenida Santa Fe, Avenida Maipú, Cruce Avenida General Paz, Avenida Cabildo, hasta Avenida Congreso.

### 60 Cabildo y Congreso -EscobarRuta Nacional 9 X Carupa
Ida: Desde Avenida Cabilo y Avenida Congreso, por Avenida Cabildo, Cruce Avenida General Paz, Avenida Maipú, Avenida Santa Fe, Avenida Centenario, Avenida Presidente Teniente General Juan Domingo Perón, Quintana, Avenida Libertador General San Martín, Colón, Constitución, P. Murcho, Almirante Brown, Avenida Daniel Cazón, Rotonda Estación Tigre, Avenida Libertador General San Martín, Liniers, Avenida Presidente Perón (Ruta Provincial N.º 24), Avenida Hipólito Yrigoyen (Ruta Provincial N.º 24), Avenida de los Constituyentes (Ex - Ruta Nacional N.º 9), Colectora Ruta Panamericana, Intendente Oscar Roque Larghi, Avenida Güemes, Italia, Rivadavia hasta Estación Terminal de Ómnibus de Escobar.
Regreso: Desde Estación Terminal de Ómnibus de Escobar por Spadaccini, Alberdi, 20 de Junio, Intendente Oscar Roque Larghi, Colectora Ruta Panamericana, Avenida de los Constituyentes (Ex - Ruta Nacional N.º 9), Avenida Hipólito Yrigoyen (Ruta Provincial N.º 24), Avenida Presidente Perón (Ruta Provincial N.º 24), Liniers, Avenida Libertador General San Martín, Rotonda Estación Tigre, Avenida Daniel Cazón, Tres de Febrero, Colón, Avenida Presidente Teniente General Juan Domingo Perón, Avenida Centenario, Avenida Santa Fe, Avenida Maipú, Cruce Avenida General Paz, Avenida Cabildo, hasta Avenida Congreso.

### ExpresoPlaza Italia-Escobar(SemiRapido)
Ida: Desde Plaza Italia por Calzada Circular de La Misma, Avenida Santa Fe, Avenida Luis María Campos, Virrey del Pino, Avenida Virrey Vértiz, Avenida Juramento, Avenida Cabildo, Lateral Avenida General Paz, Grecia, Cruce Avenida General Paz, Juan Zufriategui, Avenida General Paz, Autopista Ingeniero Pascual Palazzo, Colectora Ruta Panamericana, 25 de Mayo, Sarmiento, H. Travi, Rivadavia, hasta Estación Terminal de Ómnibus de Escobar.
Regreso: Desde Estación Terminal de Ómnibus de Escobar por Rivadavia, Estrada, Sarmiento, 25 de Mayo, Colectora Ruta Panamericana, Autopista Ingeniero Pascual Palazzo, Avenida General Paz, Descendiendo A Vedia A La Altura de La calle Superí, Vedia, Avenida Cabildo, Avenida Juramento, Avenida Virrey Vértiz, Avenida Luis María Campos, Avenida Santa Fe, Calzada Circular de Plaza Italia, donde estaciona.

#### Paradas Diferencial Tramo Plaza Italia - Puente Saavedra
- Plaza Italia (Capital Federal)
- Puente Pacífico (Capital Federal)
- Hospital Militar (Capital Federal)
- Estación Belgrano C (Ex-Línea General Bartolomé Mitre - Capital Federal)
- Avenida Cabildo y Avenida Juramento (Capital Federal)
- Avenida Cabildo y Avenida Congreso (Capital Federal)
- Puente Saavedra (Capital Federal)

Total restricción de tráfico en el tramo Puente Saavedra - Autopista Ingeniero Pascual Palazzo y Avenida Hipólito Yrigoyen - Ruta Provincial N.º 23 (Partido de San Fernando – Provincia de Buenos Aires)

#### Paradas Diferencial Tramo Autopista Ingeniero Pascual Palazzo y Avenida Hipólito Yrigoyen - Ruta Provincial N.º 23 (Partido de San Fernando – Provincia de Buenos Aires) - Escobar
- Autopista Ingeniero Pascual Palazzo y Avenida Hipólito Yrigoyen - Ruta Provincial N.º 23 (Partido de San Fernando – Provincia de Buenos Aires)
- Autopista Ingeniero Pascual Palazzo E Avenida Hipólito Yrigoyen - Ruta Provincial N.º 24 (Partido de Tigre – Provincia de Buenos Aires)
- Fábrica Ford - Puerta 1 (Partido de Tigre – Provincia de Buenos Aires)
- Fábrica Ford - Puerta 2 (Partido de Tigre – Provincia de Buenos Aires)
- Colectora Ruta Panamericana y Chilavert (Partido de Tigre – Provincia de Buenos Aires)
- Colectora Ruta Panamericana y Avenida Villanueva (Partido de Escobar – Provincia de Buenos Aires)
- Colectora Ruta Panamericana y Ruta Provincial N.º 26 (Partido de Escobar – Provincia de Buenos Aires)
- Estación Terminal de Ómnibus de Escobar (Partido de Escobar – Provincia de Buenos Aires)

## Puntos de interés
- Estación Constitución
- Avenida de Mayo
- Teatro Liceo
- Plaza del Congreso, en Balvanera

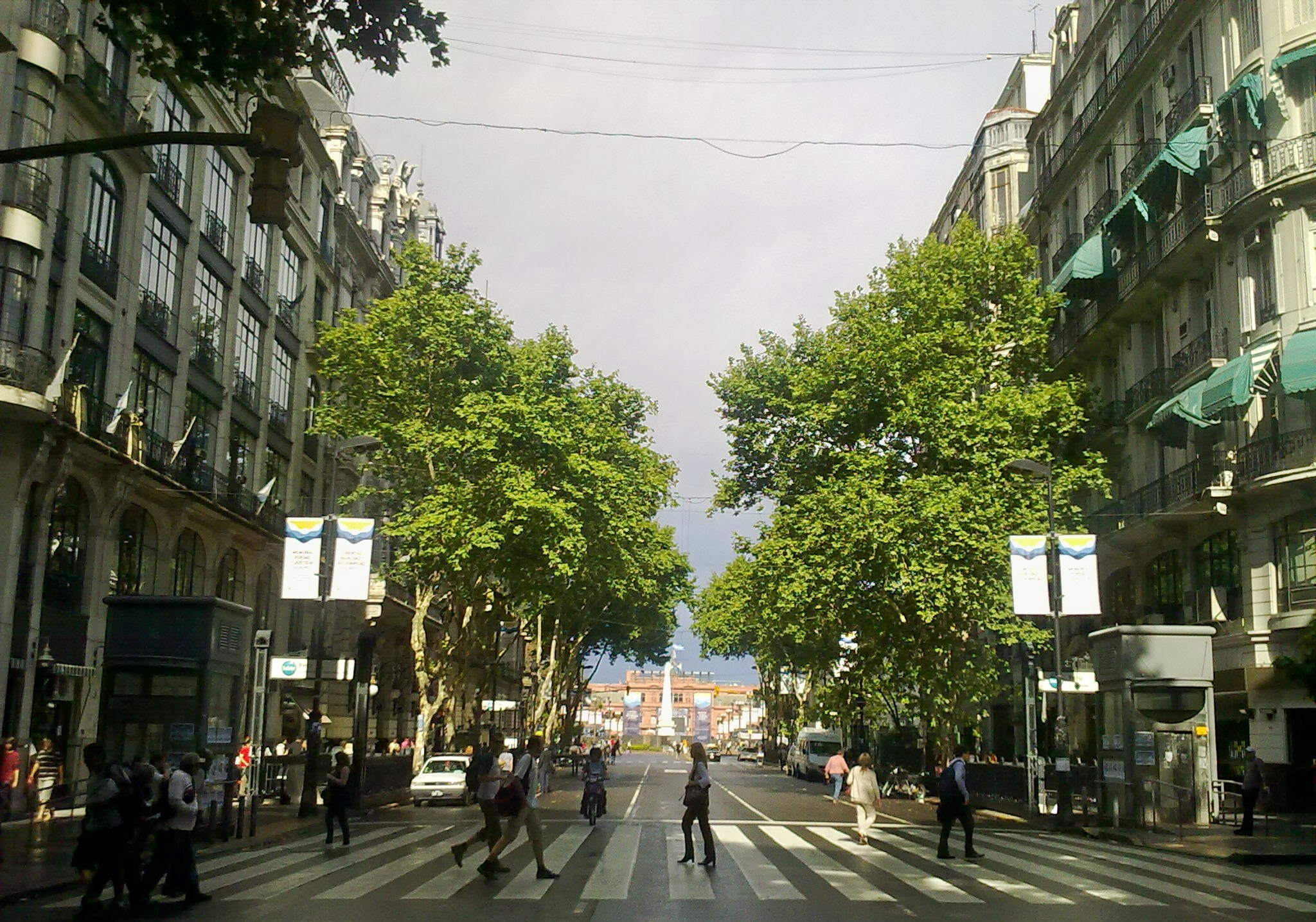
El extremo este de la Avenida de Mayo

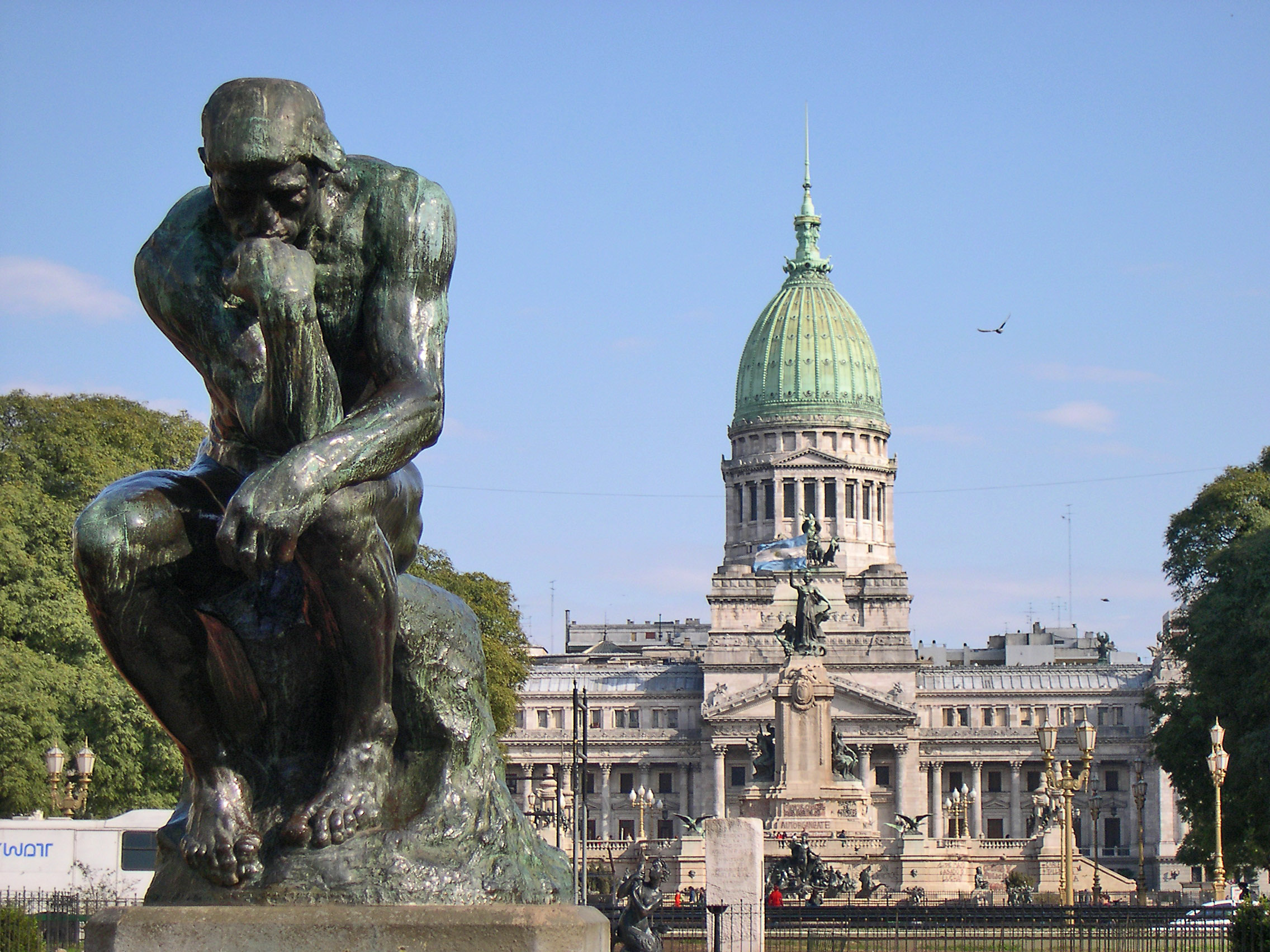
La Plaza del Congreso.

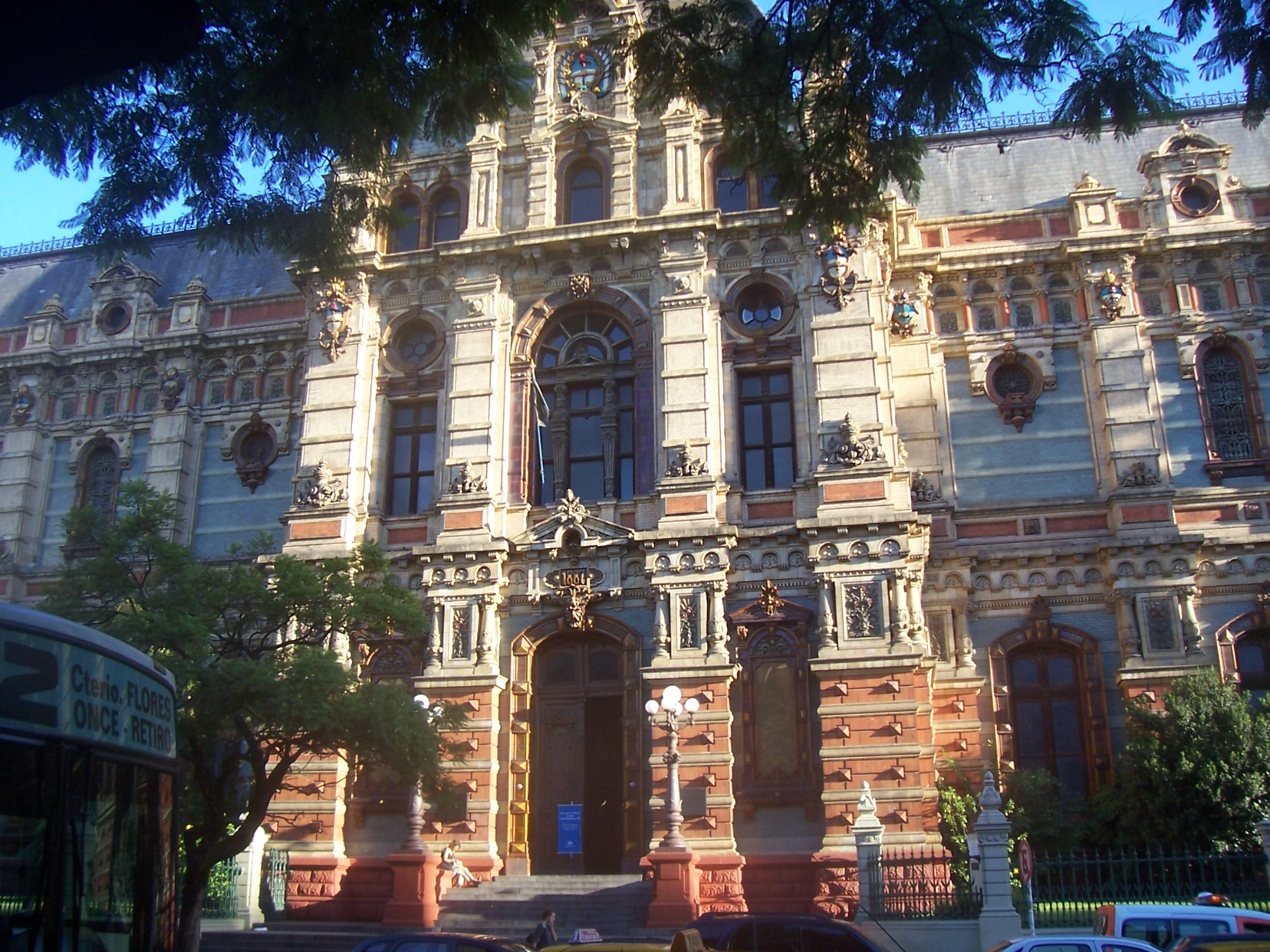
El Palacio de las Aguas Corrientes

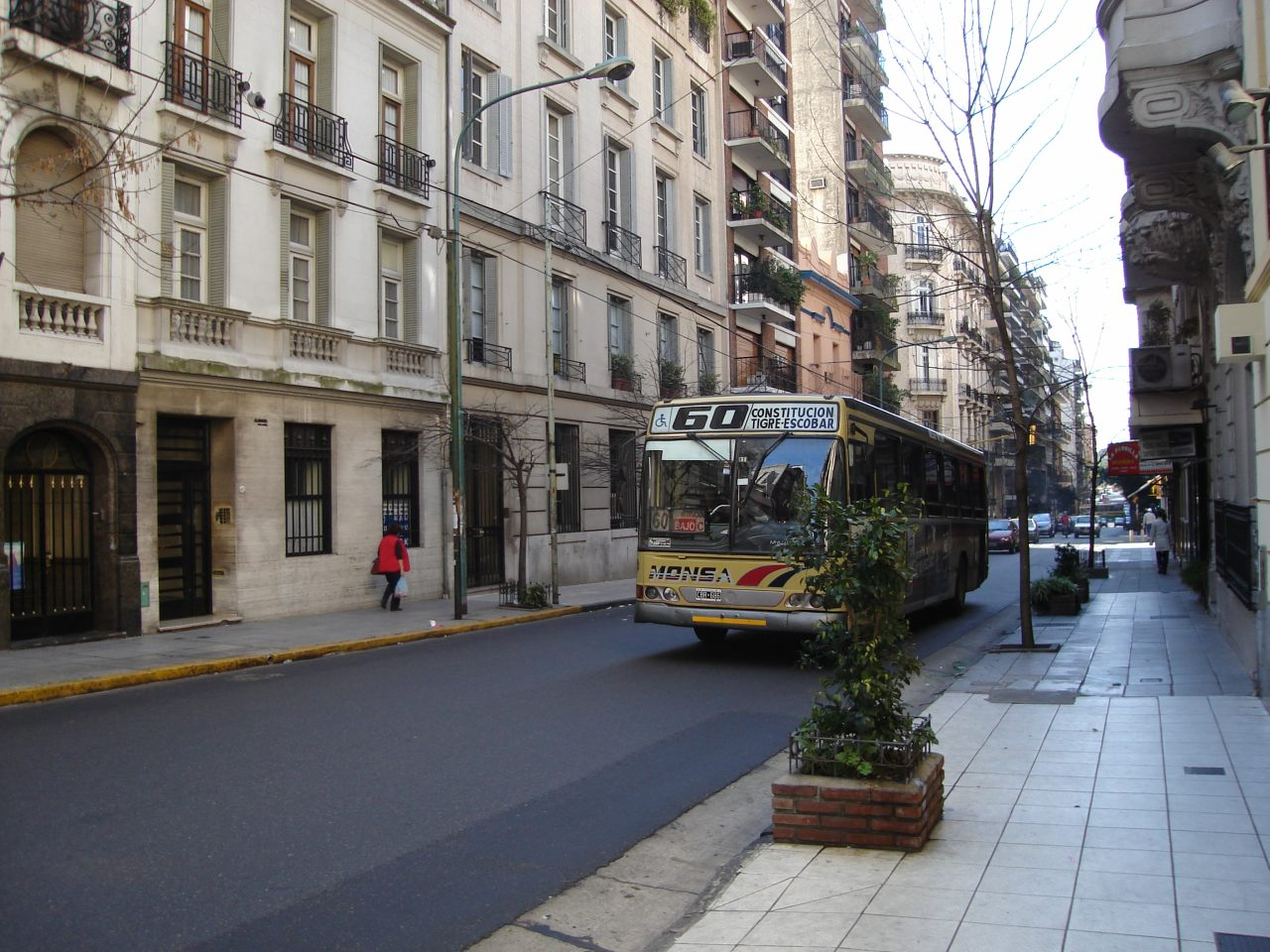
Un colectivo de la línea 60 en su paso por Recoleta.

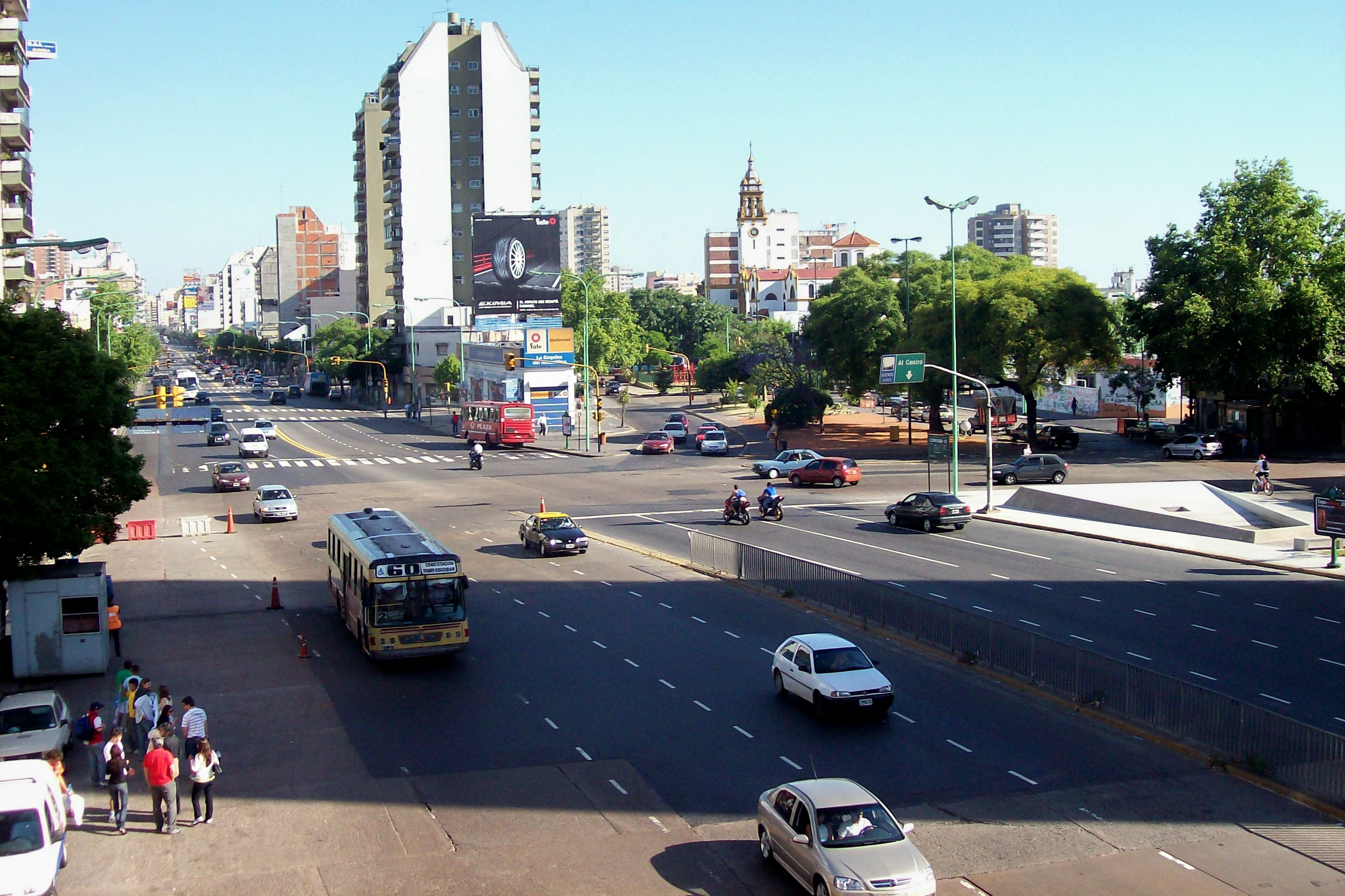
Vista desde el Puente Saavedra de la Avenida Cabildo con unidad de la línea 60 circulando.

- Confitería del Molino y Hotel Savoy
- Zona comercial de Callao y Corrientes
- Palacio de Tribunales
- Edificio de Obras Sanitarias de la Nación, en Córdoba y Ayacucho
- Instalaciones de la Universidad de Buenos Aires:

Facultad de Medicina
Facultad de Odontología
Facultad de Ciencias Económicas
Facultad de Farmacia y Bioquímica
Facultad de Ciencias Sociales (sede Marcelo T. de Alvear)
Facultad de Ingeniería (sede Las Heras)
Hospital de Clínicas
- Embajada de Uruguay
- Cementerio de La Recoleta
- Centro Cultural Recoleta
- Zona de entretenimientos de Recoleta
- Automóvil Club Argentino
- Plaza Las Heras
- Hospital Rivadavia
- Hospital Fernández
- Zoológico de Buenos Aires, en Palermo
- Jardín Botánico de Buenos Aires
- La Rural, sala de exposiciones de la Sociedad Rural Argentina
- Feria de Plaza Italia
- Embajada de Estados Unidos
- Estación Palermo del Ferrocarril San Martín (puente Pacífico)
- Hipódromo Argentino de Palermo
- Hospital Militar Central
- Barrancas de Belgrano
- Barrio Chino, Bajo Belgrano
- Estadio de River Plate
- Cabildo y Juramento (centro de Belgrano)
- Cabildo y Congreso (terminal de la línea D del subte)
- Puente Saavedra (Avenida General Paz)
- Estadio de Platense en Florida
- Centro de Olivos
- Hospital Central de San Isidro (partido de San Isidro)
- Hipódromo de San Isidro
- Catedral de San Isidro
- Estadio de Tigre en Victoria
- San Fernando
- Mercado de Frutos de Tigre
- Estación Tigre del Ferrocarril General Mitre y Estación Fluvial de Tigre (acceso al Delta del Paraná)
- Rutas 197 y 202
- Pacheco
- Benavídez
- Ingeniero Maschwitz
- Ruta 26
- Escobar

Otro ramal llega a Tigre por la Autopista Panamericana y la Autopista Acceso Tigre.

## El60en la escena artística argentina
- Jorge Porcel tenía como muletilla decir "me lleva el 60, me lleva", duplicación de frase del argot porteño.
- El protagonista de la telenovela "Un mundo de veinte asientos" era un chofer de la línea 60, un papel que jugó el recordado Claudio Levrino.
- Es mencionado en el tema Que ritmo triste, de Andrés Calamaro, su álbum El Salmón.
- En el capítulo 148 de la Segunda Temporada de Casi ángeles, Bartolomé Bedoya Agüero, interpretado por Alejo García Pintos le dice a Justina García, Julia Calvo que "el 60" le dejó a unas cuadras y ella menciona que durante años cambiaron el ramal de la línea.